# ВТА првенство 2008 — појединачно
ВТА првенство 2007 или Сони Ериксон ВТА првенство 2007 представља круну тениске сезоне у женској конкуренцији. Такмичење се одржава 38 пут. Игра се на тврдој подлози Међународном тениском комплексу Калифа у Дохи у Дубаију од 4. — 9. новембра.
На такмичењу учествује осам играчица које су највише показале у протеклој календарској години.
Прошлогодишња победница Белгијанка Жистин Енен неће бранити титулу јер је 14. маја престала да професионално игра тенис.
Наградни фонд износи 4.450,000 долара.
Следећа табела даје преглед награда и рејтинг бодова који се могу освојити на овом турниру у појединачној конкуренцији.
| Пласман              | новчана награда $ | рејтинг бодови |
| победница            | 1,340.000         | 750            |
| финалисткиња         | 715.000           | 525            |
| три победе у групи   | 400.000           | 345            |
| две победе у групи   | 300.000           | 265            |
| једна победа у групи | 200.000           | 185            |
| без победе           | 100.000           | 105            |
| резерве              | 50.000            |                |

#### Квалификоване тенисерке
- Јелена Јанковић (4786)
- Динара Сафина (3823)
- Серена Вилијамс (3681)
- Јелена Дементјева (3400)
- Ана Ивановић (3353)
- Вера Звонарјова (2626)
- Светлана Кузњецова (2623)
- Винус Вилијамс (2522)

#### Резерве
- Агњешка Радвањска (2256)
- Нађа Петрова (1839)

Због дуготрајне повреде Рускиња Марија Шарапова неће учествовти на првенству. Шарапову је заменила Винус Вилијама.

## Прва група
- Јелена Јанковић (1)
- Ана Ивановић (4)
- Вера Звонарјова (6)
- Светлана Кузњецова (7)

### Резултати
| Победник           | Противник          | Резултат         |
| ------------------ | ------------------ | ---------------- |
| Јелена Јанковић    | Ана Ивановић       | 6:3, 6:4         |
| Јелена Јанковић    | Вера Звонарјова    | 6:2, 3-6, 4-6    |
| Јелена Јанковић    | Светлана Кузњецова | 7:6(6), 6-4      |
| Ана Ивановић       | Вера Звонарјова    | 3-6, 7-6(5), 4-6 |
| Агњешка Радвањска* | Светлана Кузњецова | 6-2, 7-5         |
| Вера Звонарјова    | Светлана Кузњецова | 6-2, 6-3         |

| Табела Прве групе     | И | Д | П | ДС | ИС | ДП | ИП |
| 1. Вера Звонарјова    | 3 | 3 | 0 | 6  | 2  | 44 | 32 |
| 2. Јелена Јанковић    | 3 | 2 | 1 | 5  | 2  | 38 | 31 |
| 3. Агњешка Радвањска* | 1 | 1 | 0 | 2  | 0  | 13 | 7  |
| 4. Светлана Кузњецова | 3 | 0 | 3 | 0  | 6  | 22 | 38 |
| 5. Ана Ивановић       | 2 | 0 | 2 | 1  | 4  | 21 | 30 |

- Легенда:
 И =играо, П = победа, П = пораз, ДС = добијени сетови, ИС = изгубљени сетови, Б = бодови,

- Агњешка Радвањска је у трећем колу заменила повређену Ану Ивановић

### Друга група
- Динара Сафина (2)
- Серена Вилијамс (3)
- Јелена Дементјева (5)
- Винус Вилијамс (7)

### Резултати
| Победник          | Противник         | Резултат      |
| ----------------- | ----------------- | ------------- |
| Динара Сафина     | Серена Вилијамс   | 4-6, 1-6      |
| Динара Сафина     | Јелена Дементјева | 2-6, 4-6      |
| Динара Сафина     | Винус Вилијамс    | 5-7, 3-6      |
| Нађа Петрова*     | Јелена Дементјева | 4-6, 6-4, 4-6 |
| Серена Вилијамс   | Винус Вилијамс    | 7-5, 1-6, 0-6 |
| Јелена Дементјева | Винус Вилијамс    | 4-6, 6-4, 3-6 |

| Табела Црвене групе  | И | Д | П | ДС | ИС |    |    |
| 1. Винус Вилијамс    | 3 | 3 | 0 | 6  | 2  | 46 | 32 |
| 2. Јелена Дементјева | 3 | 2 | 1 | 5  | 3  | 41 | 36 |
| 3. Динара Сафина     | 3 | 0 | 3 | 0  | 6  | 19 | 37 |
| 4. Нађа Петрова*     | 1 | 0 | 1 | 1  | 2  | 21 | 30 |
| 5. Серена Вилијамс   | 2 | 1 | 1 | 3  | 2  | 20 | 22 |

- Нађа Петрова је у трећем колу заменила повређену Серену Вилијамс

## Полуфинале
| Победник          | Противник       | Резултат         |
| ----------------- | --------------- | ---------------- |
| Јелена Дементјева | Вера Звонарјова | 6:7(7), 6:3, 3:6 |
| Винус Вилијамс    | Јелена Јанковић | 6-2, 2-6, 6:3    |

## Финале
| Победник        | Противник      | Резултат |
| --------------- | -------------- | -------- |
| Вера Звонарјова | Винус Вилијамс | 0:6, 2:6 |